# کنستانتینوس تسالداریس
کنستانتینوس تسالداریس (انگلیسی: Konstantinos Tsaldaris؛ ۱۸۸۴ – ۱۹۷۰) یک سیاست‌مدار اهل یونان بود.